# Johann Anton Tillier (Ratsherr, 1637)
Johann Anton Tillier (V.) (* 22. Januar 1637 in Thalheim; † 23. April 1705) war eine Schweizer Magistratsperson und entstammte der Berner Patrizierfamilie Tillier.
Johann Tillier kam 1637 als Sohn des bernischen Grossrats Abraham Tillier und der Veronika Seelos zur Welt. Tillier gehörte ab 1664 Grossen Rat, wurde 1670 Landvogt des Amts Aarberg, und des Amts Oron. Er war in erster Ehe mit Johanna Steiger verheiratet, in zweiter Ehe mit Susanna Kasthofer.